# Холина, Любовь Михайловна
Любовь Михайловна Холина (18 июля 1918 — 15 ноября 1998) — советский и российский скульптор, супруга петербургского скульптора Игнатьева Александра Михайловича.

## Биография
Училась у А. Т. Матвеева, в послевоенные годы работала на Ленинградском фарфоровом заводе — композиция «Под солнцем Сталинской Конституции» (1951, в соавторстве с С. Б. Велиховой) отмечается современным искусствоведением как наиболее характерное произведение советского фарфорового производства 1940-х гг.
Известна как автор памятника Ф. М. Достоевскому в Санкт-Петербурге, над проектом которого скульптор начала работать ещё в 1956 году, когда его нельзя было реализовать по различным причинам; в 1988 году очередной проект Холиной (в соавторстве с В. А. Петровым) победил на городском конкурсе, однако также не был реализован, и только 30 мая 1997 года очередная версия памятника (созданная совместно с сыном и внуком Холиной, художником Петром Игнатьевым и скульптором Павлом Игнатьевым), была установлена на Владимирской площади Санкт-Петербурга, с видом на Владимирский собор, прихожанином которого был писатель.
Среди других работ Холиной — бюст Н. К. Крупской на территории музея «Нарвская застава» (1974), другой скульптурный памятник Крупской установлен у входа в Дом культуры имени Н. К. Крупской, горельеф «Текстильщицы» на боковых стенах пилонов центрального подземного зала станции метро «Нарвская» (1955).
Скульптура и графика Холиной находится в собранияхГосударственного Русского музея, Третьяковской галереи, Саратовского художественного музея.

Памятник Достоевскому у ст. метро «Достоевская», Санкт-Петербург